# Euphorbia hirta
Euphorbia hirta — вид рослин із родини молочайних (Euphorbiaceae), зростає у Північній і Південній Америках.

## Опис
Це однорічна або багаторічна трава зі стрижневим коренем від тонкого до потовщеного. Стебла, як правило, від прямовисних до висхідних, рідше розпростерті, 10–50(75) см, волосисті. Листки супротивні; прилистки нерозділені або розділені на 2–4 вузько-дельта-лінійно-шилоподібні сегменти, 0.5–1.8(2.9) мм, волосисті; ніжка листка 1–3 мм мм, волосисті; листові пластини від яйцюватої до ромбічної форми, 7–43 × 3–18 см, основа сильно асиметрична, краї від тонкозубчастих до подвійнозубчастих, верхівка гостра, поверхні часто з червоною плямою в центрі, зазвичай волосисті, рідко ±голі. Період цвітіння та плодоношення: круглий рік. Плоди від майже округлих до злегка сплюснутих, 1–1.3 × 1.1–1.6 мм, дрібноволосисті. Насіння від коричнювато-червоного до помаранчевого або рожевого, вузькояйцеподібне, 4-кутове в перетині, 0.7–0.9 × 0.5–0.7 мм, зазвичай нерівне, рідко майже гладке.

## Поширення
Зростає у Північній і Південній Америках — від півдня США до півночі Аргентини; інтродукований і натуралізований у Африці, Австралії, на Аравійському півострові, півдні та сході Азії.